# Le Terrible (S 612)
El Le Terrible (S 612) de la Marina francesa fue un submarino nuclear de la clase Le Redoutable en servicio de 1973 a 1996.
Se puso en servicio el 1 de enero de 1973 y durante 23 años fue parte de la fuerza de disuasión nuclear francesa "Force de frappe".
fue desarmado el 1 de julio de 1996, con la paulatina sustitución de los antiguos submarinos por los de la nueva generación de la clase Le Triomphant.
Tras la retirada de su unidad nuclear tras su desarme, esperó a su desmantelamiento. Su desguace está previsto entre 2018 y 2027 en Cherburgo, por parte de las empresas DCNS, Veolia Propreté y NEOM, filial de Vinci, junto a otros cuatro submarinos de la clase Le Redoutable.